# Karl Emil Franzos
Karl Emil Franzos (cerca de Chortkov, Galicia, 25 de octubre de 1848-Berlín, 28 de marzo de 1904) era un publicista y escritor austríaco. 

## Biografía
Franzos nació en el seno de una familia sefardí, sus primeras lenguas fueron el polaco y el ucraniano, aprendiendo después latín y alemán cuando se escolarizó en una abadía de dominicos y un Gymnasium donde se graduó con honores en 1867, más tarde quiso estudiar filosofía pero se matriculó en derecho, carrera que no ejerció mucho tiempo. 
Alrededor de 1770 su bisabuelo fundó una fábrica para uno de sus hijos en Galicia. El padre de Karl Franzos era un eminente médico en Chortliv que falleció cuando Karl Franzos era adolescente. En ese tiempo la administración austriaca instaba a los judíos a tener apellidos “adecuados”. Por eso el de “Franzos” que hacía referencia a su origen francés aunque Karl Franzos siempre se identificara como alemán y era arduo defensor de la Ilustración germana. Este hecho le produjo cierto grado de ostracismo, para ucranianos y polacos era alemán, para los alemanes era judío. 

## Obra
- Aus Halb-Asien(1876)
- Land and Leute des ostlichen Europas (1876)
- Die Juden von Barnow (1877)
- Junge Liebe (1878)
- Stille Geschichten (1880)
- Moschko von Parma (1880)
- Ein Kampf um's Recht (1882)
- Der President (1884)
- Judith Trachtenberg (1890)
- Der Pojaz (1893)
- Deutsche Fahrten. Reise- und Kulturbilder. Erste Reihe: Aus Anhalt und Thüringen (1903/2. Aufl. 1905)
- Der Wahrheitsucher (1904)